# Пінілья-де-лос-Морос
Пінілья-де-лос-Морос (ісп. Pinilla de los Moros) — муніципалітет в Іспанії, у складі автономної спільноти Кастилія-і-Леон, у провінції Бургос. Населення — 42 особи (2010).
Муніципалітет розташований на відстані близько 190 км на північ від Мадрида, 43 км на південний схід від Бургоса.
На території муніципалітету розташовані такі населені пункти: (дані про населення за 2010 рік)
- П'єдраїта-де-Муньйо: 18 осіб
- Пінілья-де-лос-Морос: 24 особи

## Демографія
Динаміка населення (INE ):